# Karin Blom (konstnär)
Karin Anna-Katarina Blom, född Holm 25 november 1881 i Dannemora, död 6 april 1951 i Köpenhamn, var en svensk keramiker. 
Blom studerade vid Högre konstindustriella skolan i Stockholm  och anställdes 1942 vid Den kongelige Porcelainsfabrik i Köpenhamn. Efter några år etablerade hon den egna keramikverkstaden Stentöjet i Köpenhamn. Blom är representerad vid Kunstindustrimuseum i Köpenhamn och Oslo museum.